# Rómulo Emiliani Sánchez
Rómulo Emiliani Sánchez CMF (* 3. Mai 1948 in Colón) ist ein panamaischer römisch-katholischer Ordensgeistlicher und emeritierter Weihbischof in San Pedro Sula.

## Leben
Rómulo Emiliani Sánchez trat der Ordensgemeinschaft der Claretiner bei, legte die Profess am 23. Oktober 1969 ab und empfing am 8. August 1976 die Priesterweihe.
Papst Johannes Paul II. ernannte ihn am 15. Dezember 1988 zum Apostolischen Vikar von Darién und Titularbischof von Nigrae Maiores. Der Apostolische Nuntius in Panama, Erzbischof José Sebastián Laboa Gallego, spendete ihm am 25. Januar des nächsten Jahres die Bischofsweihe; Mitkonsekratoren waren Marcos Gregorio McGrath CSC, Erzbischof von Panama, und Román Arrieta Villalobos, Erzbischof von San José de Costa Rica.
Am 2. Februar 2002 wurde er zum Weihbischof in an Pedro Sula in Honduras ernannt.
Papst Franziskus nahm am 21. März 2017 seinen vorzeitigen Rücktritt an.